# Форжес
Форже́с (фр. Forgès, окс. Faurges) — коммуна во Франции, находится в регионе Лимузен. Департамент — Коррез. Входит в состав кантона Аржанта. Округ коммуны — Тюль.
Код INSEE коммуны — 19084.
Коммуна расположена приблизительно в 420 км к югу от Парижа, в 95 км юго-восточнее Лиможа, в 15 км к юго-востоку от Тюля.

## Население
Население коммуны на 2008 год составляло 315 человек.
| 1962 | 1968 | 1975 | 1982 | 1990 | 1999 | 2008 |
| ---- | ---- | ---- | ---- | ---- | ---- | ---- |
| 403  | 461  | 375  | 356  | 344  | 319  | 315  |

## Администрация
| Период | Период | Фамилия           | Партия | Примечания |
| ------ | ------ | ----------------- | ------ | ---------- |
| 1959   | 1989   | Жан-Эме Лоран     |        |            |
| 1989   | 2008   | Фернан Крюмейроль |        |            |
| 2008   |        | Кристиан Кюр      |        |            |

## Экономика
В 2007 году среди 166 человек в трудоспособном возрасте (15-64 лет) 105 были экономически активными, 61 — неактивными (показатель активности — 63,3 %, в 1999 году было 64,9 %). Из 105 активных работали 93 человека (47 мужчин и 46 женщин), безработных было 12 (5 мужчин и 7 женщин). Среди 61 неактивных 6 человек были учениками или студентами, 37 — пенсионерами, 18 были неактивными по другим причинам.